# Miguel Ángel Juárez
Miguel Ángel Juárez (* 2. Februar 1955 in Rosario; † 28. Mai 2019) war ein argentinischer Fußballspieler.

## Karriere
Der Mittelfeldspieler spielte bei Rosario Central und Platense. 1981 wechselte er zu Ferro Carril Oeste und schoss gleich in diesem Jahr 20 Tore und wurde mit dem Klub Vize-Meister. Noch erfolgreicher verlief das nächste Jahr. Juárez wurde mit Ferro Carril Oeste ohne eine einzige Niederlage Argentinischer Meister, wobei er im Finale gegen Quilmes das 1:0 schoss (Endstand 2:0), und außerdem wurde er mit 22 Treffern Torschützenkönig. Bei der Copa Libertadores 1983 schied der Klub in der Gruppenphase aus. Im September 1984 wurde Juárez, der mittlerweile bei Talleres unter Vertrag stand, bei einer Dopingkontrolle positiv auf Ephedrin getestet und für 30 Tage gesperrt.